# Kazimieras Starkevičius

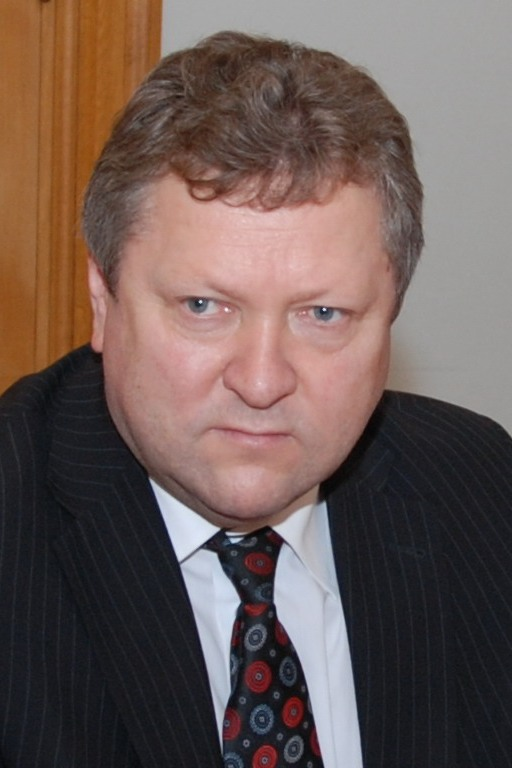
Kazys Starkevičius

Kazys Starkevičius (* 23. Juli 1956 im Dorf Rokai, Rajongemeinde Kaunas) ist litauischer konservativer Politiker und Verwaltungsjurist, Landwirtschaftsminister. 

## Leben
Ab 1963 besuchte Kazys Starkevičius die Grundschule Rokai und ab 1967 die 13. Mittelschule Kaunas. Nach dem Abitur 1974 absolvierte er von 1974 bis 1979 das Diplomstudium der Bibliothekswissenschaft und Bibliographie an der Geschichtefakultät sowie von 1984 bis 1989 das Diplomstudium der Rechtswissenschaften an der Rechtsfakultät der Universität Vilnius   in der litauischen Hauptstadt Vilnius. 
Ab 1985 war er in unterschiedlichen Verwaltungspositionen der Stadtgemeinde Kaunas tätig. Ab 1995 war er etwa Leiter der Rechtsabteilung der Stadtverwaltung Kaunas.

## Politik
1997 wurde Starkevičius Gouverneur von Bezirk Kaunas. 2000/2001 und 2003/2004 war Vizebürgermeister der Stadtgemeinde Kaunas.
Für die Legislaturperiode 2004 bis 2008, 2008 bis 2012, 2012 bis 2016, 2016 bis 2020 und von 2020 bis 2024 ist Kazys Starkevičius als Mitglied des litauischen Parlaments Seimas gewählt worden. 
Von Dezember 2008 bis Dezember 2012 war er im Kabinett Kubilius II, geleitet von Andrius Kubilius, und von August 2024 bis Dezember 2024 Landwirtschaftsminister Litauens im Kabinett Šimonytė, geleitet von Ingrida Šimonytė, ernannt von Gitanas Nausėda.